# Urbi et orbi
Urbi et orbi (lat. Urbi et Orbi) je latinski izraz, s pomenom »mestu in svetu«. V rimskokatoliški cerkvi z njim povezujejo tako slovesni nagovor papeža Rimu in vsem ljudem, predvsem pa papeški blagoslov, ki ga podeli ob posebnih priložnostih, kot sta božič in velika noč, ter po izvolitvi (inavguraciji) novega papeža. 
Ta blagoslov je eden najpomembnejših v katoliški cerkvi in prinaša popolni odpustek vernikom, ki ga sprejmejo pod določenimi pogoji. Blagoslov ima tudi globok simbolni pomen, saj izraža papeževo skrb ne le za rimsko škofijo in njene vernike, temveč za vse kristjane in celotno človeštvo.
Papeški nagovor in blagoslov za njim se običajno izrekata z lože bazilike svetega Petra v Vatikanu in ju danes mediji predvajajo po vsem svetu. 
Verniki in romarji ga lahko prejmejo neposredno na Trgu svetega Petra ali pa prek televizije, radia in spleta, če ga spremljajo s pravo duhovno naravnanostjo.

## Odziv katoličanov
Katoliška skupnost sprejema blagoslov Urbi et orbi kot poseben trenutek duhovne povezanosti s papežem in celotno Cerkvijo. Verniki ga sprejemajo tudi kot znamenje božje milosti, ki jih povezuje v skupni molitvi za mir, enotnost in upanje vsega sveta.

## Izvor
Izraz »Urbi et orbi« se pojavlja v uradnem naslovu bazilike sv. Janeza v Lateranu, ki je stolnica Škofije Rim in jo je dal zgraditi cesar Konstantin I. Veliki. Ta bazilika je razglašena kot »Caput et mater omnium ecclesiarum urbis et orbis« (»Glava in mati vseh cerkva v mestu in na svetu«), kar se nanaša na dejstvo, da ima papež, ki je vodja Rimskokatoliške cerkve, med svojimi uradnimi imenovanji tudi naslov rimskega škofa.
Latinski izraz »Urbi et orbi« je sestavljen iz dveh besed: urbi je dajalnik od urbs v pomenu mesto, orbi, v imenovalniku orbis, pa se prevaja kot zemeljski krog in se nanaša na širjenje učinka blagoslova iz Rima po vsem svetu. Izraz je izpeljan kot besedna igra, ki temelji na podobnoglasnosti vsebovanih besed (primerjaj tudi Ora et labora, besedna igra, ki temelji na rimi).

## Papeški blagoslov
»Urbi et orbi« je pravzaprav besedilo tradicionalnega blagoslova (spada pod zakramentale), ki ga papež osebno podeli v latinščini, običajno se opravi po maši v papeževi prisotnosti, največkrat opoldne. 

### Zgodovina in spremembe
V zgodovini se je podelitev blagoslova večkrat spreminjala. Papeži so se seveda že pred pojavom sodobnih javnih občil obračali na vernike. Z namenom, da bi Urbi et orbi dosegel čimvečje število ljudi, so ga pogosteje podeljevali. Papeški blagoslov in z njim povezano podelitev popolnega odpustka storjenih grehov je lahko nekoč dobil vsakdo, ki je lahko videl ali slišal papeža, zato je bilo s tem namenom zgrajenih več lož oz. balkonov, da je bil papež opažen s strani vernikov in romarjev.
Slovesni blagoslov (Urbi et orbi), so pred letom 1870 papeži podeljevali z:
- lože bazilike sv. Petra na veliki četrtek in velikonočno nedeljo;
- lože nadbazilike sv. Janeza v Lateranu na vnebohod;
- lože bazilike sv. Marije Snežne na praznik Marijinega vnebovzetja.[4]

## Besedilo

### Latinski tekst
Sancti Apostoli Petrus et Paulus: de quorum potestate et auctoritate confidimus, ipsi intercedant pro nobis ad Dominum.
℞. Amen.
Precibus et meritis beatae Mariae semper Virginis, beati Michaelis Archangeli, beati Ioannis Baptistae et sanctorum Apostolorum Petri et Pauli et omnium Sanctorum, misereatur vestri omnipotens Deus; et dimissis omnibus peccatis vestris, perducat vos Iesus Christus ad vitam æternam.
℞. Amen.
Indulgentiam, absolutionem, et remissionem omnium peccatorum vestrorum, spatium veræ et fructuosae pœnitentiae, cor semper paenitens, et emendationem vitae, gratiam et consolationem Sancti Spiritus; et finalem perseverantiam in bonis operibus tribuat vobis omnipotens et misericors Dominus.
℞. Amen.
Et benedictio Dei omnipotentis, Patris, et Filii, et Spiritus Sancti, descendat super vos et maneat semper.
℞. Amen.

### Slovenski prevod
Sveta apostola Peter in Pavel, od katerih imamo oblast in v čigar avtoriteto zaupamo, naj posredujeta za nas pred Gospodom.
℞. Amen.
Po molitvah in zaslugah blažene Device Marije, blaženega nadangela Mihaela, blaženega Janeza Krstnika in svetih apostolov Petra in Pavla ter vseh svetnikov, naj se vas vsemogočni Bog usmili in vam odpusti vse grehe, Jezus Kristus pa naj vas privede v večno življenje.
℞. Amen.
-
℞. Amen.
In blagoslov vsemogočnega Boga, Očeta in Sina in Svetega duha, naj pride na vas in ostane z vami vekomaj.
℞. Amen.